# Lista de singles póstumos número um na UK Singles Chart

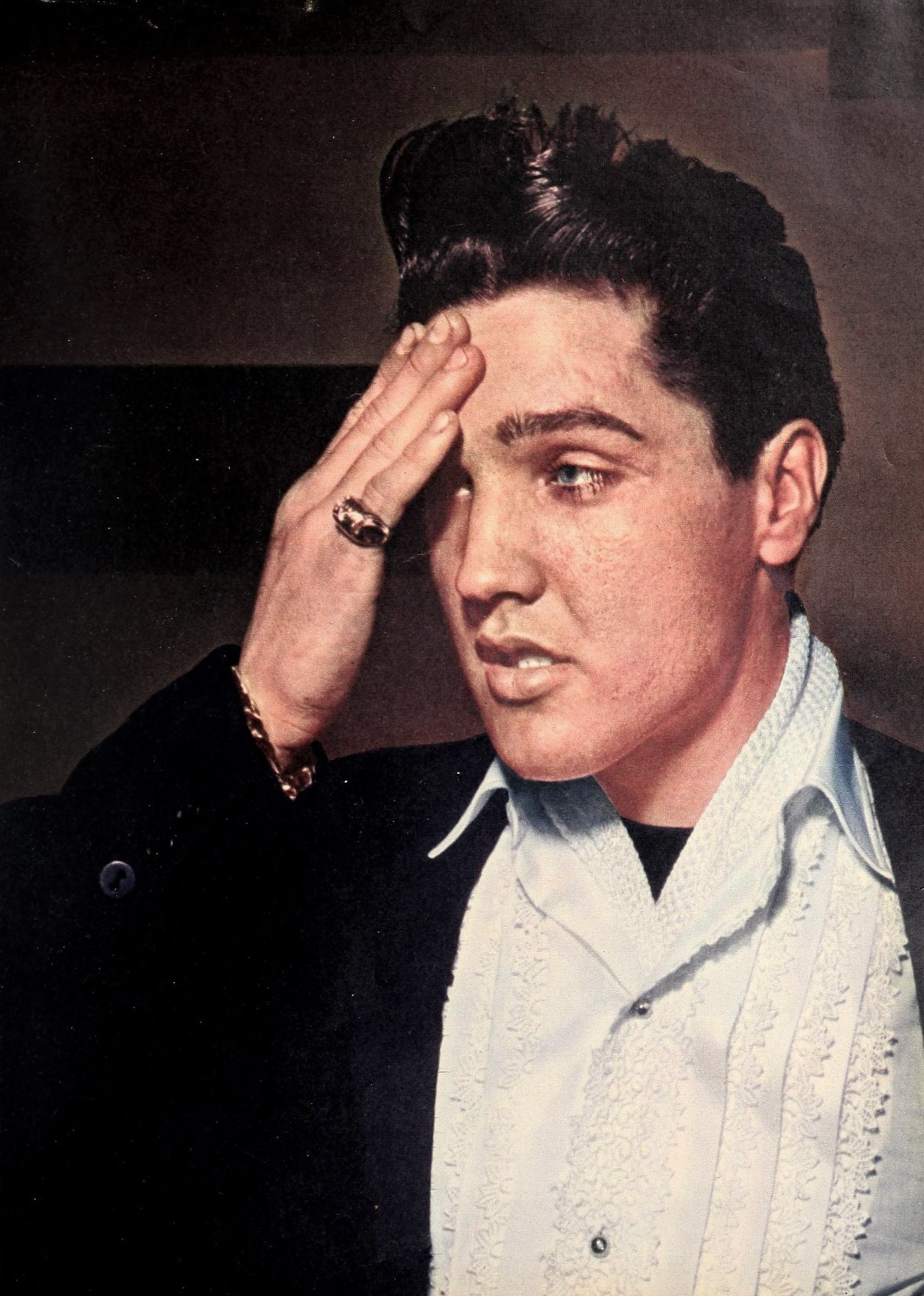
O norte-americano Elvis Presley foi o artista que mais canções conseguiu posicionar no primeiro posto da tabela de singles do Reino Unido postumamente.

A morte de um músico popular, e da mesma forma, o uso do trabalho de um músico morto como forma de publicidade, muitas vezes provoca um aumento acentuado nas vendas de gravações do músico e produtos associados, o que levou a uma lista de canções número um póstumas no Reino Unido. O fenómeno, um tema de discussão em ambos os meios de comunicação e na academia, ocorreu vinte vezes no Reino Unido entre os anos de 1959 e 2020.
A UK Singles Chart é uma tabela musical compilada em nome da indústria fonográfica britânica com base nas vendas de singles no Reino Unido. Desde 1997, a tabela foi compilada pela The Official Charts Company e inteiramente baseada nas vendas de singles físicos dos locais de venda até 2005, quando os downloads digitais foram incluídos na compilação da tabela. A UK Singles Chart foi originada em 1952, quando a New Musical Express (NME) publicou a primeira tabela de vendas de singles. As posições de todas as músicas são baseadas em totais semanais de venda final, de domingo a sábado, mas antes de 1987, as edições das tabelas eram publicadas em uma terça-feira devido à necessidade de cálculo manual.
O primeiro artista falecido que teve sua canção no topo da tabela foi Buddy Holly, morto em um acidente de avião a 3 de Fevereiro de 1959. Três semanas depois, sua canção "It Doesn't Matter Anymore" entrou nas tabelas, e mais tarde, em Abril, alcançou o número um. Na década de 1960, Eddie Cochran e Jim Reeves alcançaram o seu primeiro número um no Reino Unido após suas mortes, assim como Jimi Hendrix, em 1970. Em Agosto de 1977, o "Rei do Rock'n Roll" Elvis Presley morreu de um ataque cardíaco, e sua canção "Way Down", que já estava nas tabelas no momento da morte, rapidamente subiu para o número um. Presley alcançou mais quatro números uns póstumos na década de 2000. Em 2002, sua canção "A Little Less Conversation", um ex-lado B pouco conhecido, liderou as tabelas depois de ser remisturada pelo produtor musical holandês Junkie XL para um anúncio de televisão para a marca de sapatilhas norte-americana Nike, que quebrou finalmente o empate de longo tempo de Presley com os The Beatles por mais números uns no Reino Unido. Três anos mais tarde, três de seus singles voltaram ao topo quando todos seus números uns anteriores foram re-emitidos para marcar o que teria sido seu aniversário de setenta anos.
No final de 1980 e início de 1981, três singles por John Lennon chegaram ao número um em rápida sucessão após seu assassinato, ocorrido a 8 de Dezembro de 1980. Seu ex-companheiro dos Beatles, George Harrison, atingiu um número um póstumo em 2002, quando uma re-edição de sua canção "My Sweet Lord", que originalmente alcançou a primeira colocação em 1971, re-entrou na tabela no número um. Ao fazer isso, ele tirou "More then a Woman" pela cantora norte-americana Aaliyah do primeiro lugar, a primeira vez que dois artistas falecidos tinham liderado a tabela em semanas consecutivas.

## Canções

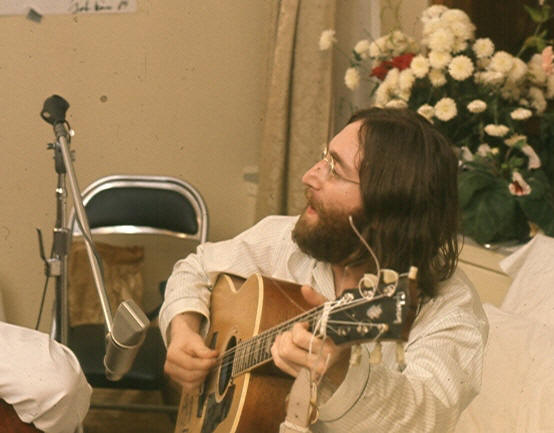
John Lennon conseguiu posicionar três canções no número um num espaço de dois meses após o seu assassinato em Dezembro de 1980.

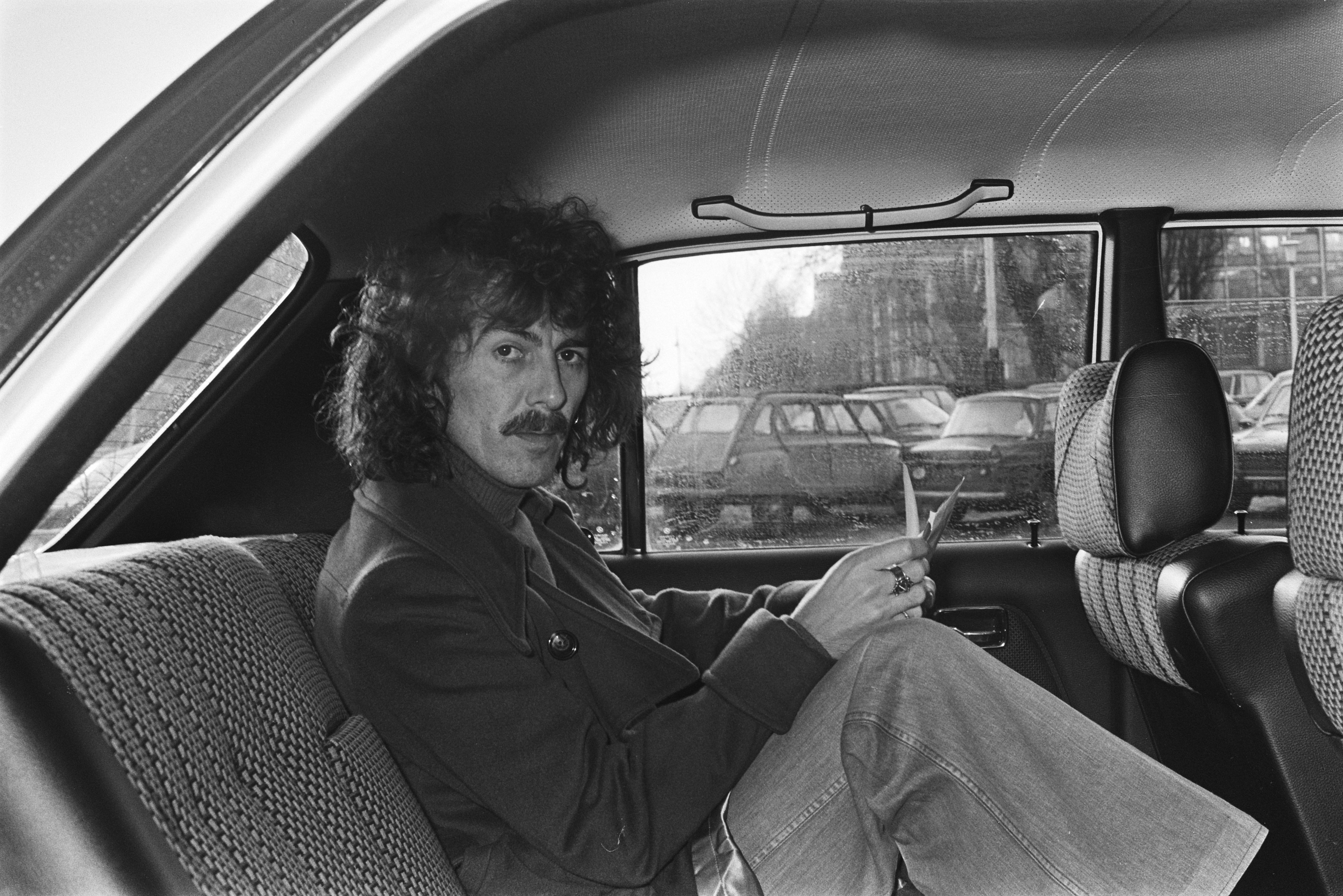
Em 2002, George Harrison subtituiu Aaliyah no número um, a primeira vez em que um artista morto tira outro morto da primeira colocação.

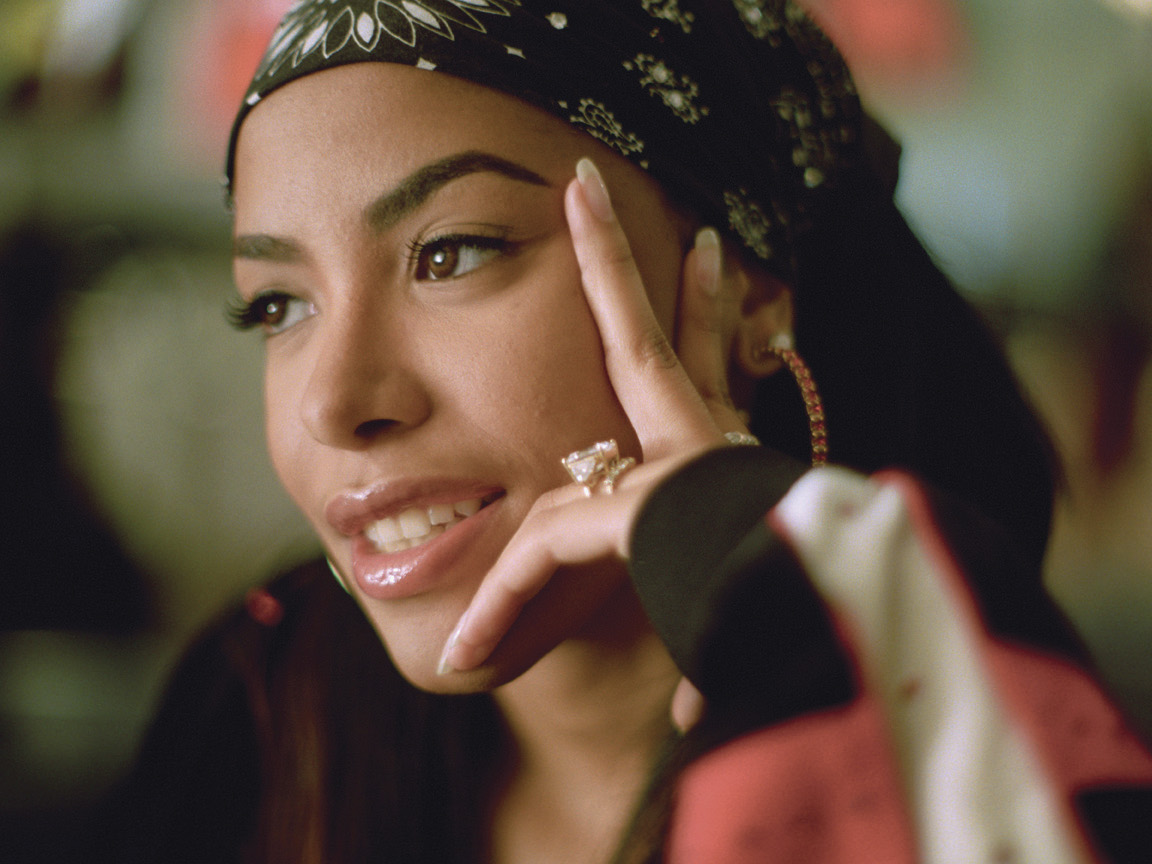
A norte-americana Aaliyah foi a primeira artista feminina a alcançar o primeiro posto após a morte.

| Artista              | Canção                         | Data de morte          | Atingiu o número um em | Semanas | Ref.    |
| -------------------- | ------------------------------ | ---------------------- | ---------------------- | ------- | ------- |
| Buddy Holly          | "It Doesn't Matter Anymore"    | 3 de Fevereiro de 1959 | 25 de Abril de 2959    | 3       | [ 15 ]  |
| Eddie Cochran        | "Three Steps to Heaven"        | 17 de Abril de 1960    | 25 de Junho de 1960    | 2       | [ 16 ]  |
| Jim Reeves           | "Distant Drums"                | 31 de Julho de 1964    | 24 de Setembro de 1966 | 5       | [ 17 ]  |
| Jimi Hendrix         | "Voodoo Child (Slight Return)" | 18 de Setembro de 1970 | 21 de Novembro de 1970 | 1       | [ n 1 ] |
| Elvis Presley        | "Way Down"                     | 16 de Agosto de 1977   | 3 de Setembro de 1977  | 5       | [ 19 ]  |
| John Lennon          | "(Just Like) Starting Over"    | 8 de Dezembro de 1980  | 20 de Dezembro de 1980 | 1       | [ 20 ]  |
| John Lennon          | "Imagine"                      | 8 de Dezembro de 1980  | 10 de Janeiro de 1981  | 4       | [ 20 ]  |
| John Lennon          | "Woman"                        | 8 de Dezembro de 1980  | 7 de Fevereiro de 1981 | 2       | [ 20 ]  |
| Jackie Wilson        | "Reet Petite"                  | 21 de Janeiro de 1984  | 27 de Dezembro de 1986 | 4       | [ 21 ]  |
| Freddie Mercury      | "Living on My Own"             | 24 de Novembro de 1991 | 14 de Agosto de 1993   | 2       | [ 22 ]  |
| Aaliyah              | "More than a Woman"            | 25 de Agosto de 2001   | 19 de Janeiro de 2002  | 1       | [ 23 ]  |
| George Harrison      | "My Sweet Lord"                | 29 de Novembro de 2001 | 26 de Janeiro de 2002  | 1       | [ 24 ]  |
| Elvis Presley        | "A Little Less Conversation"   | 16 de Agosto de 1977   | 22 de Janeiro de 2002  | 4       | [ n 2 ] |
| Elvis Presley        | "Jailhouse Rock"               | 16 de Agosto de 1977   | 9 de Janeiro de 2005   | 1       | [ 19 ]  |
| Elvis Presley        | "One Night" / "I Got Stung"    | 16 de Agosto de 1977   | 16 de Janeiro de 2005  | 1       | [ 19 ]  |
| Elvis Presley        | "It's Now or Never"            | 16 de Agosto de 1977   | 30 de Janeiro de 2005  | 1       | [ 19 ]  |
| 2Pac                 | "Ghetto Gospel"                | 13 de Setembro de 1996 | 2 de Julho de 2005     | 3       | [ 25 ]  |
| The Notorious B.I.G. | "Nasty Girl"                   | 9 de Março de 1997     | 4 de Fevereiro de 2006 | 2       | [ n 3 ] |
| Eva Cassidy          | "What a Wonderful World"       | 2 de Novembro de 1996  | 22 de Dezembro de 2007 | 1       | [ n 4 ] |
| Juice Wrld           | "Godzilla"                     | 8 de Dezembro de 2019  | 30 de Janeiro de 2020  | 1       | [ n 5 ] |

1. ↑  Canção creditada a The Jimi Hendrix Experience.[18]
2. ↑  Canção creditada a Elvis Presley vs. JXL.[19]
3. ↑  Canção creditada a The Notorius B.I.G. com participação de Diddy, Nelly, Jagged Edge e Avery Storm.[26]
4. ↑  Canção creditada como um dueto com Katie Melua.[27]
5. ↑  Canção creditada a Eminem com participação de Juice Wrld.[28]